# Christoph Janacs
Christoph Janacs (* 4. Oktober 1955 in Linz) ist ein österreichischer Schriftsteller.

## Leben
Christoph Janacs studierte Germanistik und Theologie an den
Universitäten Innsbruck und Salzburg. Er war als Lehrbeauftragter der Universität Salzburg und als Leiter von Schreibwerkstätten tätig. 1992 nahm er am Ingeborg-Bachmann-Wettbewerb in Klagenfurt teil. Janacs lebt heute in Niederalm bei Salzburg.
Christoph Janacs ist Verfasser von erzählender Prosa, Essays und vor allem
Gedichten; außerdem übersetzt er aus dem Englischen und Spanischen. Vielfach arbeitet er mit Bildenden Künstlerinnen und Künstlern sowie Musikerinnen und Musikern zusammen. Janacs ist Mitglied der IG Autorinnen Autoren und der Grazer Autorenversammlung.
2019 wurde er als ordentliches Mitglied der Klasse der Künste und Kunstwissenschaften in die Sudetendeutsche Akademie der Wissenschaften und Künste berufen.

## Preise und Auszeichnungen
- 1986 Talentförderungsprämie des Landes Oberösterreich
- 1988 Förderpreis zum Rauriser Literaturpreis
- 1992 Salzburger Stefan-Zweig-Preis
- 1993 Projektstipendium für Literatur
- 1999 Prosapreis Brixen-Hall
- 2002 Paliano-Stipendium des Landes Oberösterreich
- 2003 Salzburger Lyrikpreis
- 2004 Villa Stonborough-Wittgenstein-Stipendium des Landes Oberösterreich
- 1992, 2005 und 2013 Staatsstipendium für Literatur

## Werke
- Schweigen über Guernica, Roman, Salzburg 1989
- Das Verschwinden des Blicks, Erzählungen, Salzburg 1991
- Nichtung, Lyrik, Ottensheim/Donau 1993
- Stazione Termini, Erzählungen, Salzburg 1992
- Der abwesende Blick, Lyrik, Weitra 1995
- Templo Mayor, Lyrik, St. Georgen an der Gusen 1998
- Brunnennacht, Lyrik, St. Georgen an der Gusen 1999
- Šumava, Lyrik, Baden bei Wien 2000
- Tras la ceniza, Lyrik, México 2000
- Aztekensommer, Roman, Linz [u. a.] 2001
- Draußen die Nacht in uns, Lyrik, Wien 2002
- Der Gesang des Coyoten, Erzählungen, Innsbruck 2002
- Meteoriten, Aphorismen, St. Georgen an der Gusen 2004
- Eulen, Prosagedicht, St. Georgen an der Gusen 2006
- Unverwandt den Schatten, Lyrik, St. Georgen an der Gusen 2006
- Schlüsselgeschichten, Erzählungen, Weitra 2007
- die Ungewissheit der Barke, Lyrik, Gosau 2008
- Nachtwache, Lyrik, St. Georgen an der Gusen 2008
- die Zärtlichkeit von Stacheln, Lyrik, Salzburg 2009
- Eulen, Kurzprosa, Salzburg 2010
- die Stille von Lourmarin, Lyrik, Salzburg 2011
- Der Duft der Dichtung, Essays, Gosau 2012
- mein Schatten, den ich nicht werfe, Lyrik, Salzburg 2013
- Hokusais Pinsel, Lyrik, Salzburg 2014
- Podium Porträt 85, Lyrik, Wien 2015
- Off Season, Erzählungen, Salzburg 2016
- Kains Mal, Lyrik, Horn 2016
- die Vögel Jerichos, Poem, Salzburg 2016
- Der Blick des Leguans, Erzählungen, Weitra 2017
- der Rede wert, Lyrik, Graz 2018
- Haufenweise Totenköpfe, 10 Kurzgeschichten, 1 Hörspiel, Salzburg 2018
- im Zweistromland, Lyrik, Salzburg 2019
- Spätlese, CD, Salzburg 2020
- Unter den Himmeln Mexikos, CD, Salzburg 2021
- Ansichtskarten vom Meer, Lyrik, Salzburg 2021
- Störung durch Stille, CD, Salzburg 2022
- Über Zufälle, die keine sind, Essays, Salzburg 2022
- Abschweifungen, Lyrik, Horn 2022
- mit Ludwig Laher, Gerhard Ruiss: O du mein Österreich: (K) eine Lobeshymne. Über die Frage, wer hinter den österreichischen Hymnen steht, Verlag Anton Pustet Salzburg/Salzburger Pressverein, Salzburg 2024, ISBN 978-3-7025-1141-8

## Herausgeberschaft
- Tauchgänge, Gosau 2004
- Unerbittliche Sanftmut, Gosau [u. a.] 2005
- Der Seidelbast oder Corona inspirativ, Salzburg 2020
- Annäherungen an Stefan Zweig, Salzburg 2021
- 50 Jahre GAV, Salzburg 2023